# James Craig Annan

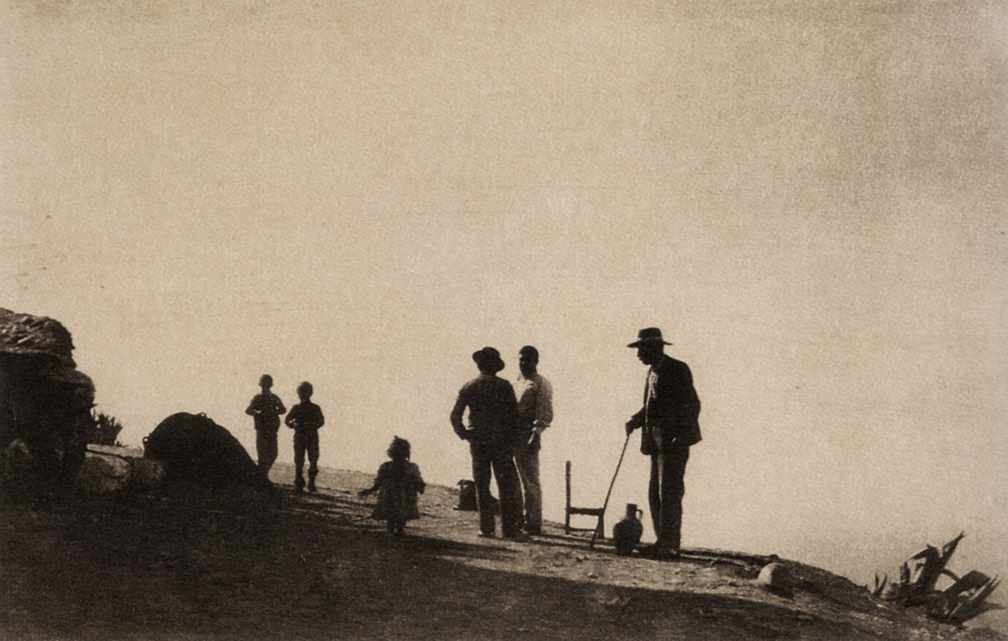
Skupina na Hill Road - Granada, Camera Work, č. 45, 1914

James Craig Annan (8. března 1864 – 5. června 1946) byl skotský fotograf a čestný člen Královské fotografické společnosti.

## Životopis
Narodil se v Hamilton v South Lanarkshire ve Skotsku. Vzdělání získal na Hamilton Academy, (popsané v Cambridge University Press roku 1910, jako "jedna z nejlepších škol ve Skotsku").Potom studoval chemii a přírodní filozofii na vysoké škole Andersona v Glasgow (ze které v roce 1964 vznikla University of Strathclyde.
Jeho otec Thomas Annan (1829–1887) pocházel ze sedmi dětí Johna Annana, přadláka lnu a vešel ve známost dokumentárními snímky špatných podmínek bydlení pro chudé. Později založil firmu T. & R. Annan & Sons, kterou James Craig Annan zdědil a pokračoval v jejím řízení. Pobočky měla na třech místech – Glasgow, Hamilton a Edinburgh.
V roce 1883 odešel do Vídně, aby se naučil proces hlubotisku, který vynalezl Karel Klíč. James Annan představil hlubotiskový proces v Británii prostřednictvím firmy T. & R. Annan a poté, co získal patent a stal se držitelem práv, se jeho společnost stala vedoucí firmou v Británii se specializací na používání hlubotisku ve fotografickém tisku. James Craig Annan je držitelem královského titulu Photographers and Photographic Engravers to Her Majesty in Glasgow.
Své vlastní hlubotisky vystavoval na Fotografickém Salonu v roce 1893, díky čemuž byl o rok později zvolen členem The Linked Ring, výběrové mezinárodní skupiny uměleckých fotografů. Pořádal také přednášky v Edinburské fotografické společnosti na téma Umění hlubotisku (prosinec 1901) a Fotografie jako prostředek uměleckého vyjádření (květen 1910). V 90. letech devatenáctého století vytiskl hlubotiskem několik fotografií Roberta Adamsona Davida Hilla, které pak prošly posouzením různých umělců. Pozitivně o nich hovořil například James Whistler. V roce 1905 a 1912 se o nich zmínil Alfred Stieglitz ve svém časopise Camera Work.
V roce 1900 jej pozvala Královská fotografická společnost, aby zorganizoval samostatnou výstavu – „one man show“, první z řady v nových výstavních prostorách společnosti na Russell Square, Londýn. Následně mu bylo uděleno čestné členství ve společnosti.
Vystavoval i na dalších výstavách, například na Mezinárodní výstavě v Glasgow 1901; Pařížském Salónu, v roce 1910 na Mezinárodní výstavě piktorialistické fotografie v umělecké galerii Albright-Knox v Buffalu, New York a v roce 1904 královská komise Světového veletrhu v Saint Louis vybrala ještě společně s sirem Williamem Abneym, aby reprezentovali Británii na International Jury for Photography, Photo-process a Photo-appliances.
James Craig Annan měl vliv na vývoj fotografie v Severní Americe díky snímkům, které vystavoval v Galerii 291 Alfreda Stieglitze v New Yorku, publikoval v americkém fotografickém časopise Camera Notes, vydávaným společností The Camera Club of New York v období 1897-1903, ve kterém působil Stieglitz jako redaktor. Některá díla mu vyšly i ve čtvrtletníku Camera Work (1905, 1909 a 1912), který Stieglitz vydával v New Yorku v letech 1903–1917).
James Craig Annan zemřel v Lenzie poblíž Glasgow 5. června 1946.
Rodinný podnik Annanů existuje i na počátku 21. století v podobě Annan Fine Art Gallery, který se nachází na Woodlands Road ve West End v Glasgow.

## Galerie

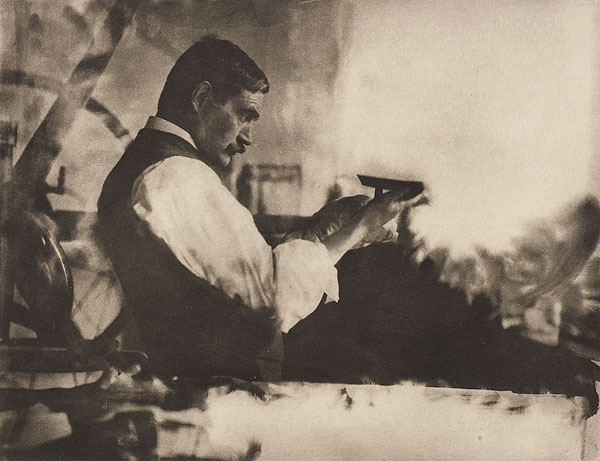
William Strang, Camera Work, 1907
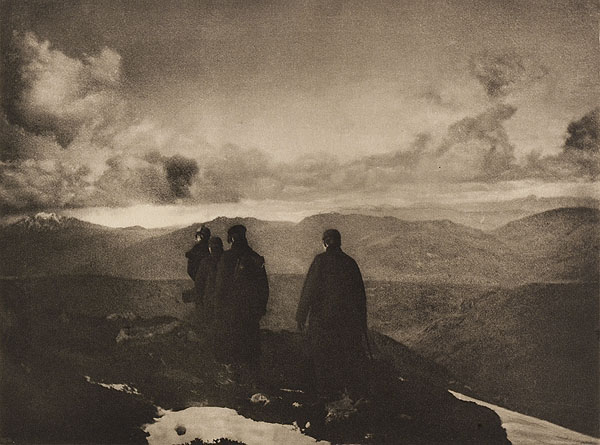
The Dark Mountains, 1908
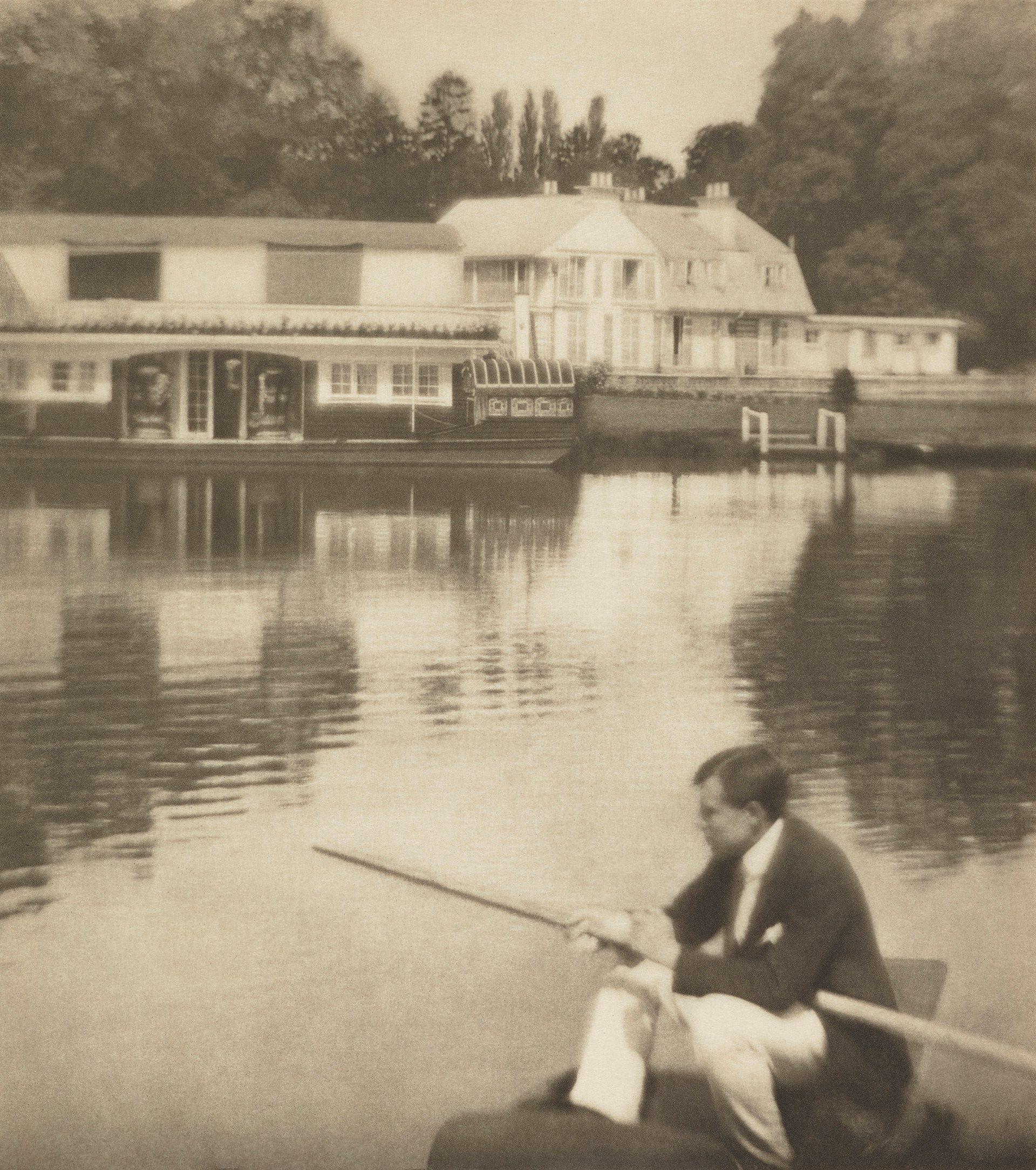
Bílý dům, Camera Work 1910
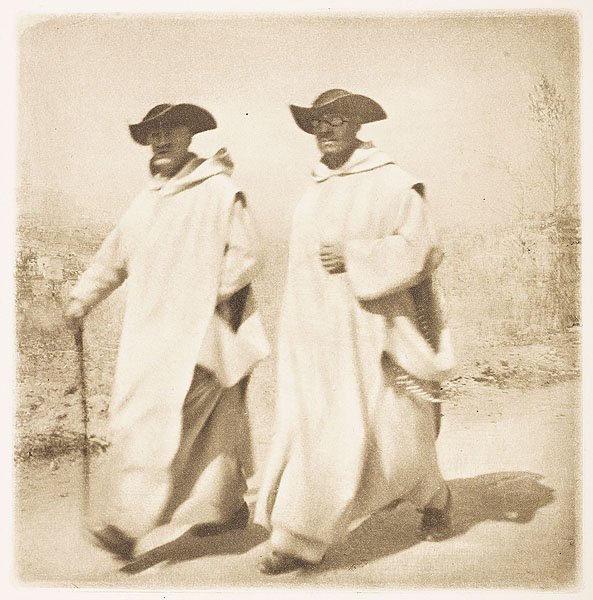
Mniši Řádu karmelitánů, Camera Notes, 1901
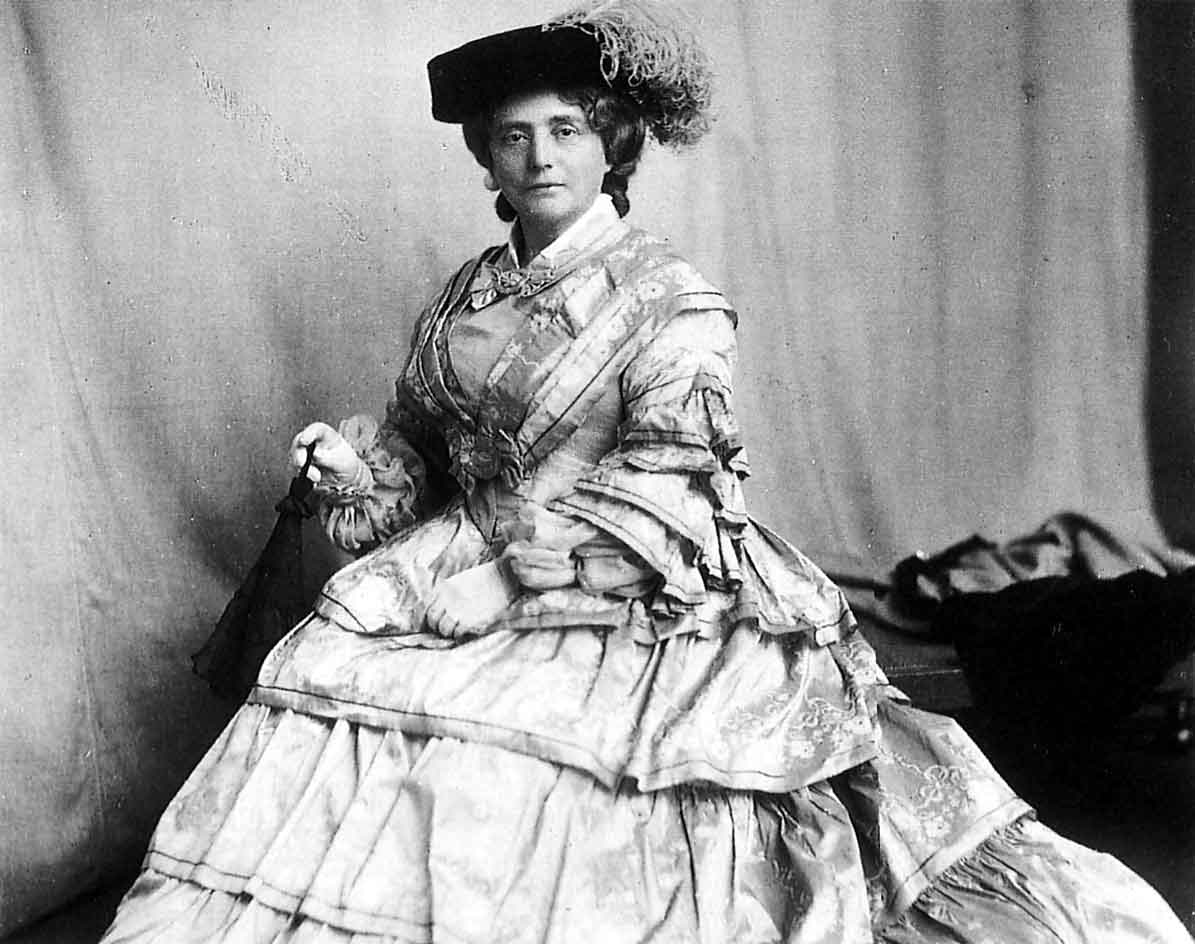
Catherine Cranston
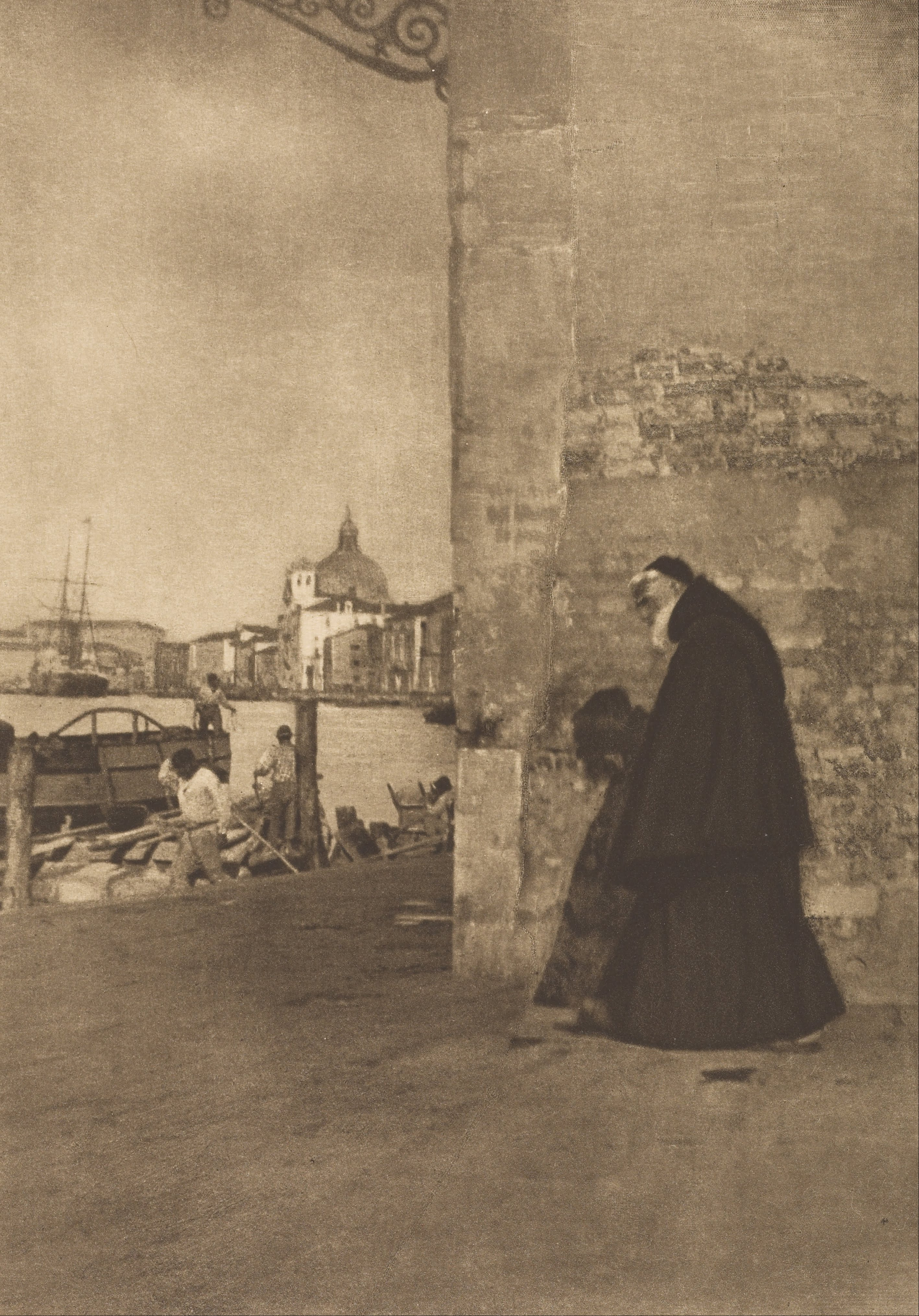
A Franciscan, Benátky
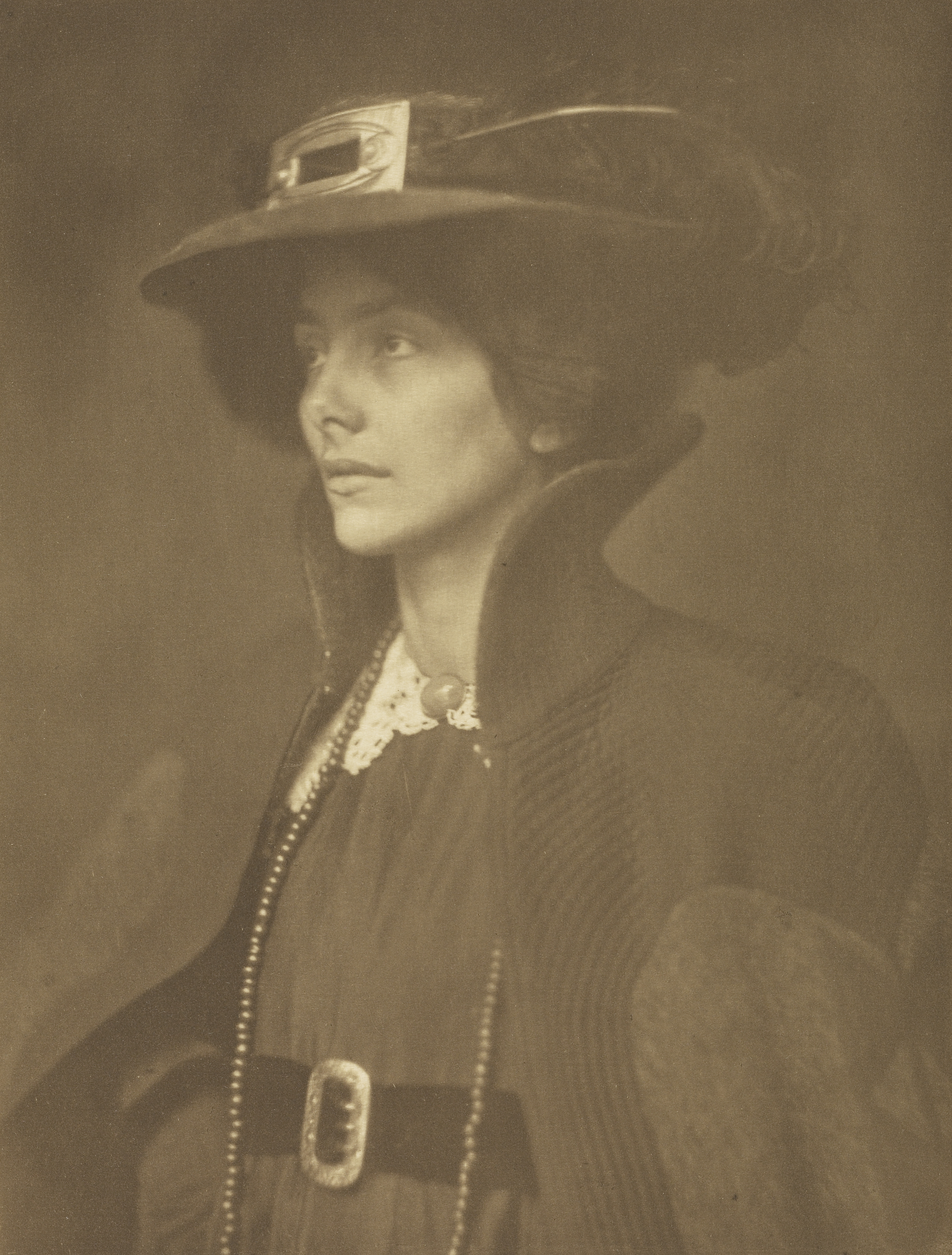
Frau Mathasius
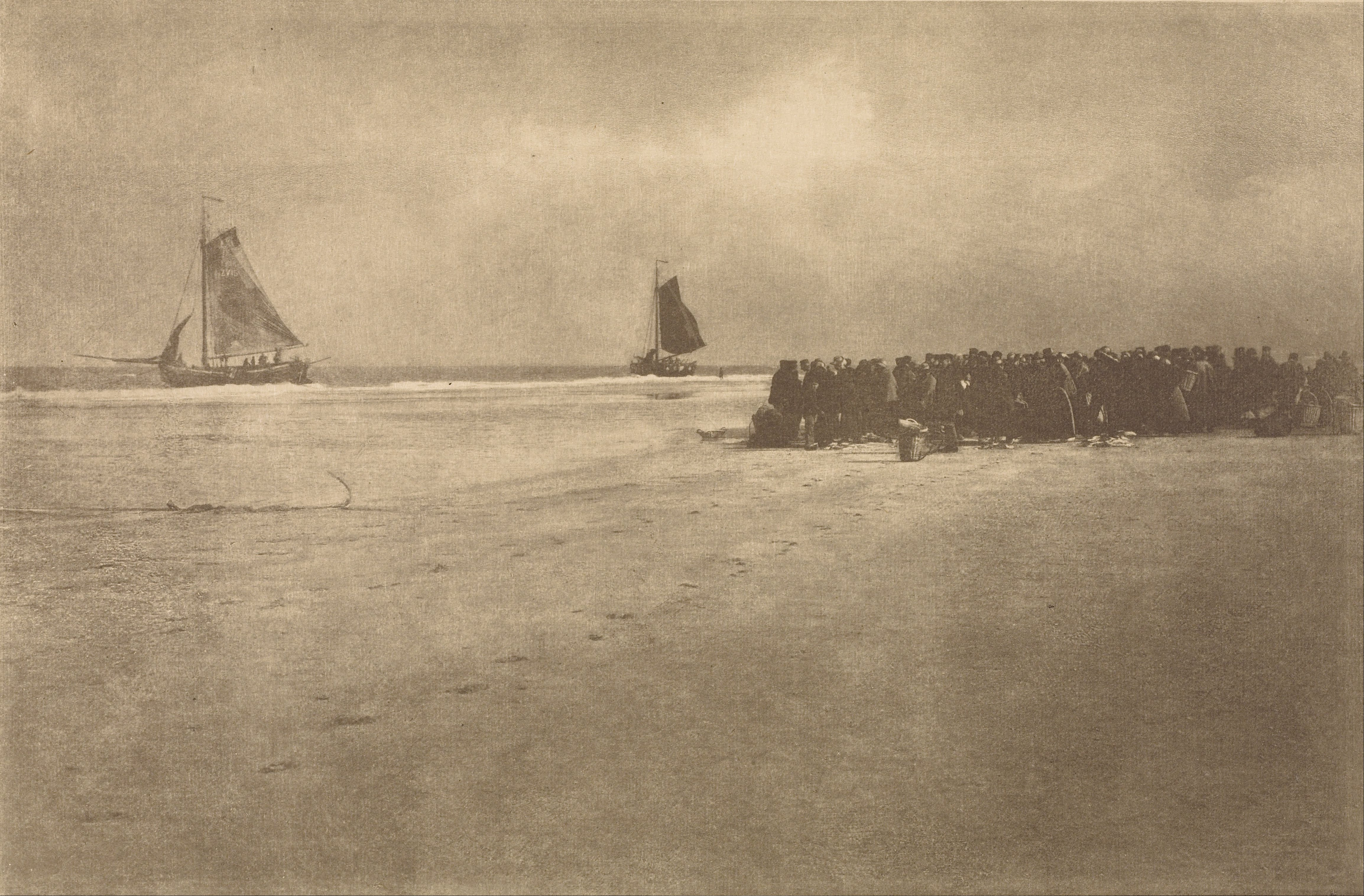
On a Dutch Shore
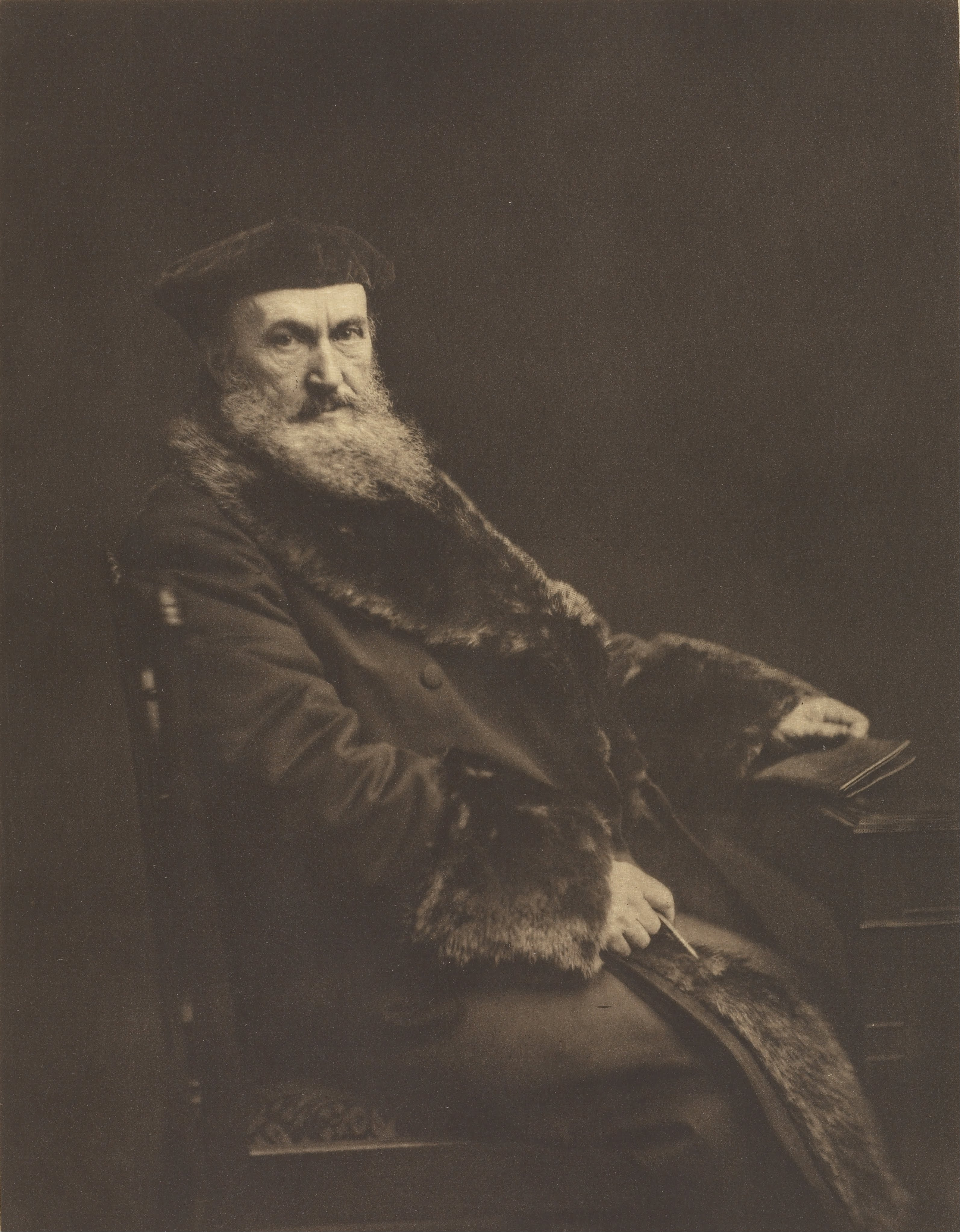
Prof. John Young, Glasgow University
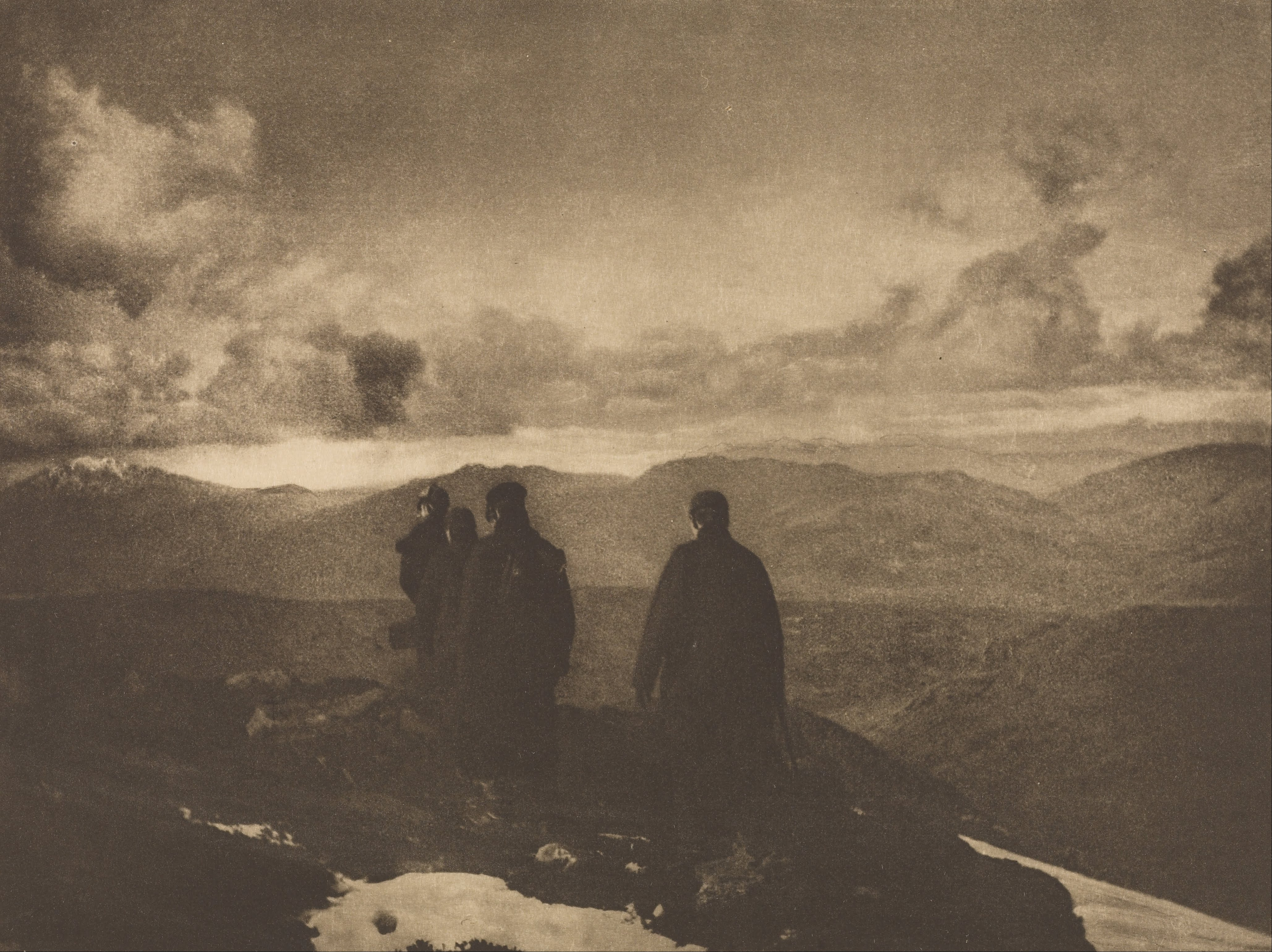
The Dark Mountains
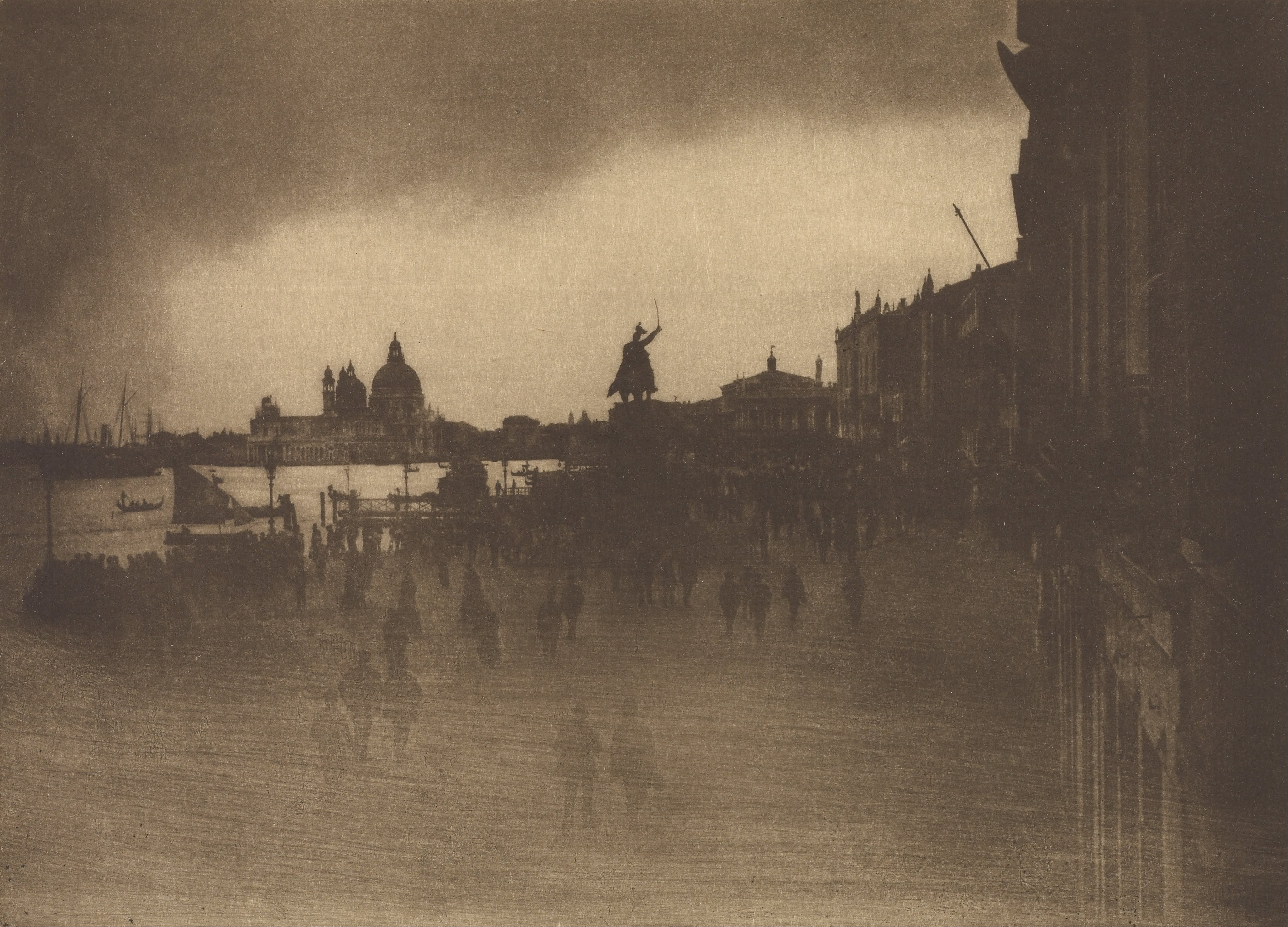
The Riva Schiavoni, Benátky